# ماركو زامبوناي
ماركو زامبوناي (بالإيطالية: Marco Zamboni)‏ (7 ديسمبر 1977 في إيطاليا - ) هو لاعب كرة قدم إيطالي في مركز الدفاع. شارك مع منتخب إيطاليا تحت 21 سنة لكرة القدم ومنتخب إيطاليا تحت 23 سنة لكرة القدم. أما مع النوادي، فقد لعب مع كييفو فيرونا ونادي أودينيزي ونادي ترينتو ونادي ريجينا ونادي سامبدوريا ونادي سبال ونادي سبيزيا ونادي كروتوني ونادي ليتشي ونادي مودينا ونادي نابولي وهيلاس فيرونا ويوفنتوس.